# Neocyrtus dictys
Neocyrtus dictys är en stekelart som först beskrevs av Trjapitzin 1967.  Neocyrtus dictys ingår i släktet Neocyrtus och familjen sköldlussteklar. Inga underarter finns listade i Catalogue of Life.